# Gustav Hirschfeld
Paul Oscar Gustav Hirschfeld (4. november 1847 i Pommern - 20. april 1895) var en tysk arkæolog. 
1875—76 ledede Hirschfeld de tyske udgravninger i Olympia og blev 1878 professor i klassisk arkæologi i Königsberg. Han har deltaget i udgivelsen af de to første bind af Ausgrabungen zu Olympia (1877—78). Han var en af de bedste kendere af Lilleasien og har blandt andet forfattet: Pausanias et Olympia (1883), og Felsenreliefs in Kleinasien und das Volk der Hittiter (1887).
- Wikimedia Commons har flere filer relateret til Gustav Hirschfeld